# Nachabino
Nachabino (Russisch: Нахабино) is een Russische nederzetting met stedelijk karakter in de oblast Moskou, zo'n dertig kilometer ten westen van Moskou. De plaats ligt in het district Krasnogorski.
De plaats werd gesticht, en een eerste maal vermeld in 1482. Het dorp werd in 1534 verkocht aan het Troitse-Sergieva Lavra. De gemeenschap werkte toen in dienst van het klooster.
Nachabino verwierf de status van nederzetting met stedelijk karakter in 1938. Er waren toen 6.720 inwoners.  Een aantal dat in de volgende decennia geleidelijk aan groeide, naar 12.461 in 1959, 15.695 in 1970, 16.216 in 1979, 18.958 in 1989, 28.217 in 2002 en 36.456 in 2010. Op 1 januari 2018 waren er 43.417 inwoners geregistreerd.
Nachabino ligt aan de Volokolamsksnelweg, de oorspronkelijke snelweg die Moskou met Volokolamsk verbond, nog voor de aanleg van de M-9 die iets zuidelijker ligt.  Nachabino ligt zo'n 16 km van het knooppunt van de Volokolamsksnelweg met de MKAD. De plaats wordt ook met hoge frequentie bediend door een station op de spoorlijn Moskou - Riga waarop regionale voorstadstreinen rijden die Moskva Rizjskaja, het Rigastation van Moskou, verbinden met de voorsteden tot Rzjev. De lijn werd in 1945 van Moskou tot Nachabino geëlektrificeerd.
In Nachabino is het centrale onderzoeks- en testinstituut voor de technische troepen van het ministerie van Defensie van Rusland gevestigd, een belangrijke basis van de Russische strijdkrachten. Onder meer de GIRD raketten werden hier ontwikkeld, en de GIRD-9 en GIRD-10 werden vanop de site in 1933 hier gelanceerd. Het bekendste boek van Arkadi Gajdar, Timoer en zijn troep, werd in 1940 deels op de site van het testinstituut verfilmd. Naast de militaire basis is er in Nachabino ook een autodepot, een asfaltinstallatie en een industriepark met bedrijven die kunstmatige steenproducten, meubels, containers voor dieselgeneratoren en spanningsregelaars produceren.  Even buiten het centrum bevindt zich de Moscow Country Club, een hotelcomplex met een 18-holes golfbaan.